# Marco Mazzoli (calciatore)
Marco Mazzoli (Pesaro, 6 febbraio 1967) è un ex calciatore italiano, di ruolo difensore.

## Carriera
Debutta fra i professionisti nella squadra della sua città, la Vis Pesaro, nella Serie C2 1986-1987 in cui dà il suo contribuito per la promozione in Serie C1, categoria nella quale esordisce l'anno seguente.
Nel 1988 passa al Lanerossi Vicenza dove gioca per due anni in Serie C1, prima di passare al Giarre ancora nella stessa serie.
Nel 1991 si trasferisce alla Fidelis Andria dove al primo anno ottiene la promozione in Serie B, nella quale milita per le successive quattro stagioni coi pugliesi e poi per altri due anni nel Cosenza. Nel 1998 passa al Livorno in Serie C1 che dopo sei mesi lo rende al Cosenza.
Nell'estate 1999 passa alla Pistoiese dove gioca le sue due ultime stagioni in cadetteria. Nel 2001 fa ritorno alla Vis Pesaro, chiudendo la carriera nel 2004 nella città dove aveva iniziato a giocare.
Complessivamente ha totalizzato 158 presenze in Serie B, segnando 8 reti.

## Palmarès

### Club

#### Competizioni nazionali
- Campionato italiano Serie C2: 1

Vis Pesaro: 1986-1987
- Serie C1: 1

Cosenza: 1997-1998